# 기장 (전한)
기장(其章, ? ~ 기원전 111년) 또는 변장(卞章)은 전한 중기의 제후로, 개국공신 기석의 후손이다.

## 생애
원정 4년(기원전 113년), 비산후(埤山侯)에 봉해짐으로써 기오를 끝으로 끊겨 있었던 가문을 이었다.
비산공후 3년(기원전 111년)에 죽으니 시호를 공이라 하였고, 아들 기인이 작위를 이었다.

## 출전
- 사마천, 《사기》 권18 고조공신후자연표
- 반고, 《한서》 권16 고혜고후문공신표